# Церква Казанської ікони Божої Матері (Раковець)
Церква Казанської ікони Божої Матері у Раковці — парафія і храм Вишнівецького благочиння Тернопільської єпархії Православної церкви України в селі Раковець Тернопільського району Тернопільської области.

## Історія церкви
У 1870 році громада села за кошти парафіян збудувала нову церкву.
У 1928–1931 роках збудували новий цегляний храм, а у 1933 році — дзвіницю. У 1947 році влада дозволила спорудити та освятити фігуру на початку села. У 1959 році церкву повністю відремонтували. Розпис виконав художник Батовський.
У 2008 році збудували нову дзвіницю, яку 4 листопада, на престольний празник, освятив архієпископ Тернопільський і Кременецький Іов.

## Парохи
- о. Ніканор Торський,
- о. Василь Лавринович,
- о. Кіпріян Керш (з жовтня 1876),
- о. Ніканор Торський,
- о. Федір Хотовицький,
- о. Йосип Левицький,
- о. Петро Кривецький,
- о. Федір Хотовицький,
- о. Іоан Кондрацький,
- о. Євгеній Александрович,
- о. Андрій Шумовський,
- о. Георгій Гаськевич,
- о. Залозовський,
- о. Скакальський,
- о. Мартинюк,
- о. Якубовський,
- о. К. Галета,
- о. Павло Махлай,
- о. Ангін Чумадевський,
- о. Іван Новосад (1973-1992),
- о. Андрій Гумен (з 1992).